# 朱书文字

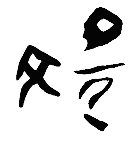
根据中国考古学界断定，圖中左面可能是「文」字，右面可能是「堯」字

朱书文字是陶文的一种，出现于中国新石器时代，一般标记在陶器上，早期可以追溯到新石器时代晚期。它被中国学者认为可能是“文字”，并认为它是甲骨文可能的前身。即使它不是文字，也肯定是处于从无文字阶段向有文字阶段形成文字过程中的一种中间体。
不少近代中国語言學家在研究商朝的甲骨文時都断定甲骨文在商代已具有較為“成熟”的文字系統，或许已非文字的初始階段。適時，现代中國考古家發掘出土了不少可能是夏朝、甚或传说时期三皇五帝的陶器，這些陶器上都繪有特別的紋飾或符号，當時已有中国考古學家認為：這些紋飾很可能是一種原始的“文字”。所谓的“朱書文字”正是這些繪在陶器上的紋飾或符号，由於與一般彩陶所使用的黑線條有所分別，所以被根據其符号的顏色而命名。現時，一些中国考古學家宣称已解读部份陶器上的紅符号，并假定可能为后世的「文」字及「堯」字。